# Godefried Guffens

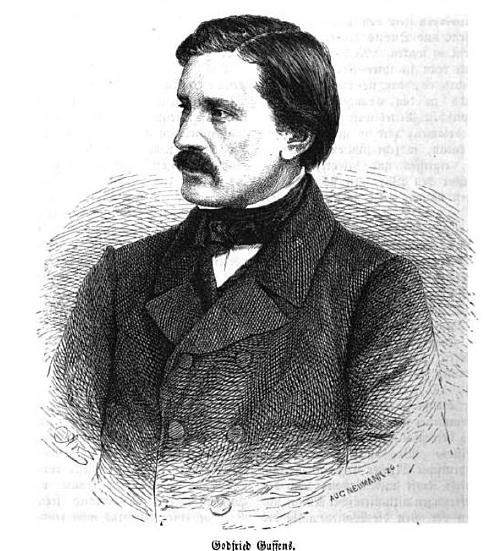
Godefried Guffens

Godefried Guffens (* 22. Juli 1823 in Hasselt; † 11. Juli 1901 in Schaerbeek) war ein belgischer Maler.

## Leben
Guffens bildete sich in Gemeinschaft mit Jan Swerts auf der Akademie zu Antwerpen unter Nicaise de Keyser. In den Jahren 1845 bis 1849 hielt er sich mehrmals in Paris auf. Im Jahr 1848 war er Mitbegründer des „Cercle Artistique“ in Antwerpen. Von 1850 bis 1852 unternahm er gemeinsam mit Swerts eine Reise durch Italien, wo sie Michelangelo und Raffael studierten und Deutschland. In der Absicht, in Belgien die monumentale Malerei einzuführen, lernten beide Künstler die Schöpfungen von Cornelius, Overbeck, Schnorr und Kaulbach kennen und versuchten im Anschluss an diese Meister nach ihrer Rückkehr den idealen Stil der neudeutschen Klassiker in Wandgemälden nachzuahmen. Sie hatten sich bereits zuvor  für den Stil des französischen Nazareners Ary Scheffer begeistert. Ihr erstes gemeinsames Werk war die Ausschmückung der Kirche zu St. Nicolas bei Antwerpen mit einem Bilderzyklus aus dem Leben der Maria und anderen dogmatischen Kompositionen, welche die Heilsbotschaft und die Erlösung gegenüber dem Gesetz verherrlichen sollten. Gemeinsam schufen sie die Freskenzyklen in der Kirche Notre-Dame in Gent. Neben der Monumentalmalerei war Guffens ein gefragter Porträtist des belgischen Hochadels.

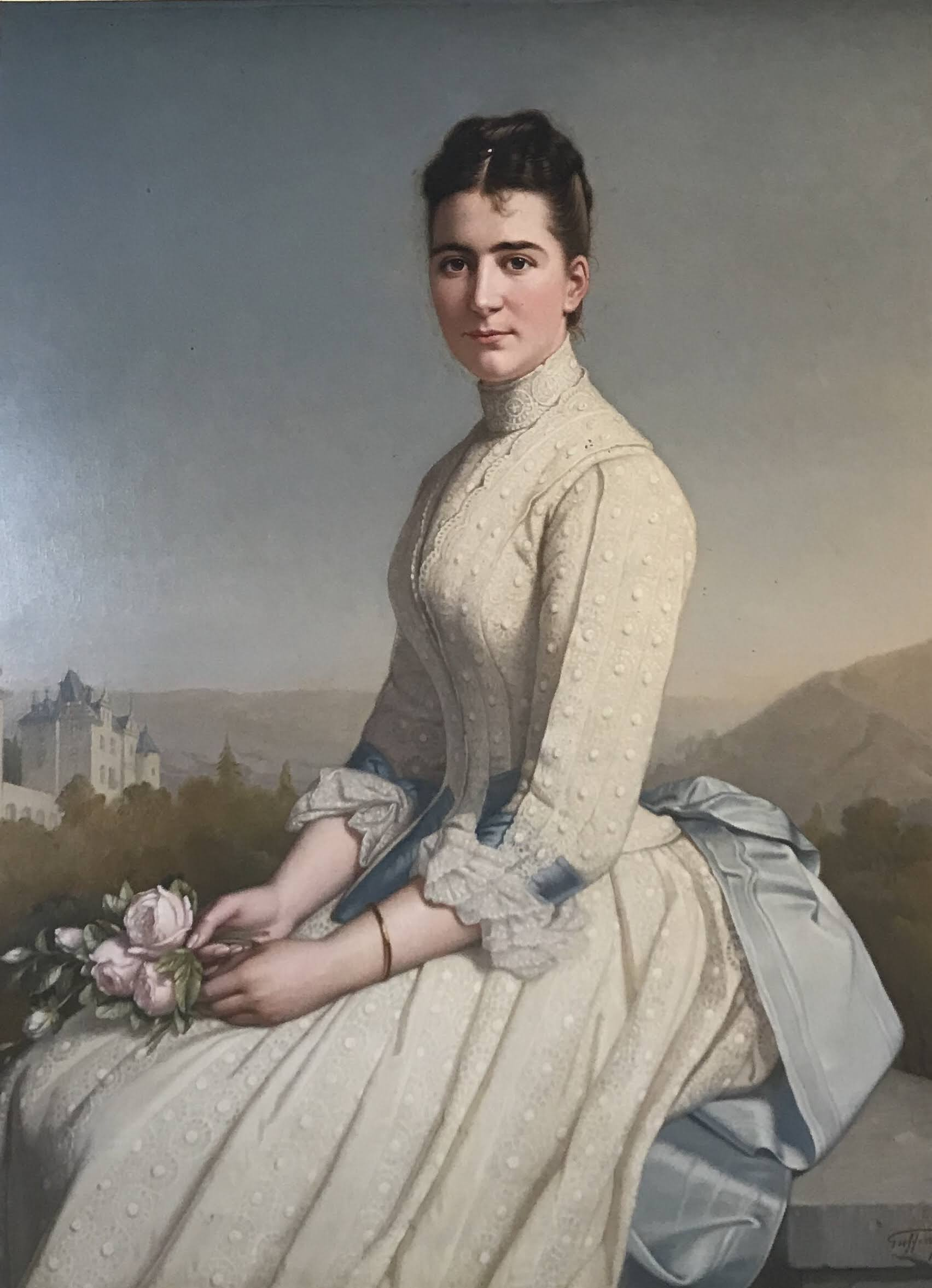
Marie de Theux de Meylandt et Montjardin (1889)

Ferner malte Guffens in der Kapelle des heiligen Ignatius im Jesuitenkollegium zu Antwerpen 14 Bilder mit den Stationen des Kreuzwegs. Das Hauptwerk der beiden Künstler ist die Ausmalung der St Georgskirche zu Antwerpen (1859–1871), ein umfangreicher Bilderzyklus, welcher das Leben Jesu und die Erlösung behandelt und ganz im Geist van Cornelius und Overbeck gehalten ist. Im Schöffensaal der Halle in Ypern stellte Guffens den Einzug Philipps des Kühnen in Ypern 1384, im Schöffensaal des Rathauses zu Courtrai den Aufbruch des Grafen Balduin von Flandern zum vierten Kreuzzug im Jahre 1202 (1873 bis 1875) dar. In die letzten Jahre fallen außer dekorativen Malereien für ein Privathaus in Antwerpen die Ausmalung der Taufkapelle in der St. Quintinskirche zu Hasselt und des Chors der St. Josephskirche in Löwen.
Obwohl ihre christlich-archaisch anmutenden Wandmalereien oft kritisiert wurde, gab es auch Kunstkritiker wie  Adolphe Siret (1818–1888), Herausgeber des Joumal des Beaux-Arts, der sich für die Anerkennung des belgischen Nazarenertums einsetzte. Auch Herman Riegel lobte ihre Fresken in seiner Abhandlung zu Geschichte der Wandmalerei in Belgien seit 1856.
1876 wurde er zum Mitglied der Académie royale des Sciences, des Lettres et des Beaux-Arts de Belgique gewählt.
Guffens lebte ab 1871 bis zu seinem Tod in Brüssel. Gemeinsam mit Swerts hatte er 1858 die Souvenirs d’un voyage artistique en Allemagne veröffentlicht.